# Зевсоподібні
Зевсоподібні, або Сонцевикоподібні (Zeiformes) — ряд променеперих риб.
Ряд складається з близько 40 видів в семи родинах, здебільшого глибоководні.

## Опис
Тіла зевсоподібних зазвичай тонкі. Роти великі, з еластичними щелепами. Досягають розмірів від 43 мм в довжину в Macrurocyttus acanthopodus, до 90 см в Zeus capensis.

## Родини
- Родина Cyttidae
- Родина Grammicolepididae
- Родина Oreosomatidae
- Родина Parazenidae
- Родина Zeidae
- Родина Zenionidae